# Кабан (коммуна)
Каба́н (фр. Cabannes) — коммуна на юго-востоке Франции в регионе Прованс — Альпы — Лазурный Берег, департамент Буш-дю-Рон, округ Арль, кантон Шаторенар.
Площадь коммуны — 20,91 км², население — 4268 человек (2006) с тенденцией к росту: 4357 человек (2012), плотность населения — 208,4 чел/км².

## Население
Население коммуны в 2011 году составляло 4341 человек, а в 2012 году — 4357 человек.
| 1962 | 1968 | 1975 | 1982 | 1990 | 1999 | 2006 | 2008 | 2011 | 2012 |
| ---- | ---- | ---- | ---- | ---- | ---- | ---- | ---- | ---- | ---- |
| 2487 | 2698 | 2767 | 2982 | 3929 | 4119 | 4268 | 4314 | 4341 | 4357 |

Динамика населения:

## Экономика
В 2010 году из 2800 человек трудоспособного возраста (от 15 до 64 лет) 2032 были экономически активными, 768 — неактивными (показатель активности 72,6 %, в 1999 году — 70,5 %). Из 2032 активных трудоспособных жителей работали 1791 человек (978 мужчин и 813 женщин), 241 числились безработными (90 мужчин и 151 женщина). Среди 768 трудоспособных неактивных граждан 231 были учениками либо студентами, 231 — пенсионерами, а ещё 306 — были неактивны в силу других причин.
На протяжении 2010 года в коммуне числилось 1719 облагаемых налогом домохозяйств, в которых проживало 4299,0 человек. При этом медиана доходов составила 16 тысяч 859 евро на одного налогоплательщика.